# Анаграма

Візуалізація анаграми слів «Літо — Тіло»

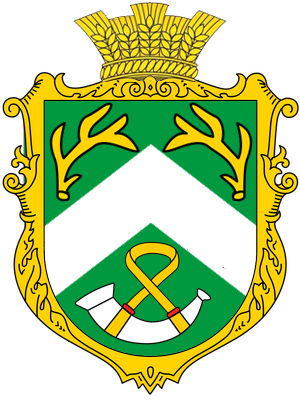
Анаграма слів «Гори — Роги» на гербі села Загорівка

Анагра́ма (грец. ανα- — знову та γράμμα — літера) — переставлення літер у слові, завдяки чому утворюється нове значення, прочитуване у зворотному напрямку (тік — кіт), постають псевдоніми (Симонов — Номис) чи слова (мука — кума, літо — тіло). Винахідником анаграм вважають грецького граматика Лікофрона (III століття до н. е.). Ця стилістична фігура добре відома в українській поезії, використовується з метою римування чи створення різних ефектів, зокрема комічного, як у поемі І. Котляревського «Енеїда» (частина IV):
«Борщів як три не поденькуєш,

На моторошні засерчить; 

І зараз тяглом закишкуєш, 

їв буркоті закеньдюшить».
Можливості анаграм привернули увагу схильних до версифікаційних експериментувань авангардистів (Д. Алексич, К. Швіттерс, Ґео Шкурупій та ін.), які намагалися шляхом почленування і довільного монтажу мовного матеріалу витворити нову поетичну якість.
Історія виникнення і поширення анаграм, їх різновиди та форми, їх застосування в сучасних умовах детально висвітлені в передмові підготовленого до друку збірника мовних розваг "Анаграми" Володимира Денисенка (видавець Чабаненко Ю.А., Черкаси). Майбутнє видання (після фінансування) вміщуватиме понад 2700 блоків анаграм, слова в яких потрібно буде відгадувати за наведеними означеннями, а кількість слів у них, використаних з друкованих джерел,  перевищуватиме сім тисяч: більше 5100 загальних іменників та майже 1900 власних назв.